# Gustaf Kinmansson
Lars Gustaf Kinmansson, född den 15 april 1822 i Stockholm, död där den 26 januari 1887, var en svensk skådespelare, son till Lars Kinmansson och gift med först Zelma Bergnéhr (1845) och sedan med Helfrid Torsslow (1853). I första giftet var han far till Selfrid Kinmanson.

## Biografi
Kinmansson blev elev vid Kungliga Teatern 1840 och fast anställd 1843, innan han 1847 anställdes vid Mindre Teatern, där han arbetade till 1863, då teatern såldes och han återgick till den kungliga scenen, där han stannade karriären ut, till 1881. De sista åren av sitt liv blev Kinmansson allt sjukligare.
Kinmanssons egentliga glansperiod inföll under den tid han var vid Mindre Teatern. Bland hans roller där märks Giulio i Klostret Castro, Tristan i Kung Renés dotter, Axel i Axel och Valborg, Romeo i Romeo och Julia och Sullivan. Han hade en mäktig och klangfull röst och en manlig gestalt med ädel hållning, och lade glöd, värme och innerligt tonfall i sina jambiska verser. Detta gjorde honom till en oöverträffad förste älskare i det romantisk-lyriska skådespelet.
När denna rolltyp föll ur modet tappade han mycket av sin verkan; Frans Hedberg menade att han "icke [var] fullt densamme i fracken som han varit det i riddarmanteln eller i den italienska renässansjackan." Bland hans senare roller märks Ove i Mjölnarfröken, Gunnar Herse i Härmännen på Helgeland och Johan Tönnesen i Samhällets pelare.

## Teater

### Roller (ej komplett)
| År   | Roll                           | Produktion                                                     | Teater                      |
| ---- | ------------------------------ | -------------------------------------------------------------- | --------------------------- |
| 1847 | Zarillo Mohedani               | Allas gudson Émile Souvestre                                   | Mindre teatern              |
| 1847 |                                | Hofvet i Bieberack Paul Vermond, Édouard Lafargue och Siraudin | Mindre teatern              |
| 1868 | Fredrik IV av Holstein-Gottorp | Lejonet vaknar Frans Hedberg                                   | Kungliga Dramatiska Teatern |
| 1871 | Doktor Francesco               | Carinas ljus Edvard Bäckström                                  | Kungliga Dramatiska Teatern |
| 1872 | Lord Stanley                   | Konung Richard den Tredje William Shakespeare                  | Kungliga Dramatiska Teatern |
| 1875 | Jacquart                       | Hedern och penningen François Pousard                          | Kungliga Dramatiska Teatern |
| 1876 | Pierre Champlion               | Lejon och rävar Émile Augier                                   | Kungliga Dramatiska Teatern |
| 1876 | Doktor Löwe                    | Wanda Isidor Lundström                                         | Kungliga Dramatiska Teatern |
| 1876 | Baron Seth, student            | Pastorsadjunkten Anne Charlotte Leffler                        | Kungliga Dramatiska Teatern |

### Fotnoter
1. ↑  ”Mindre teatern”. Aftonbladet:  s. 2. 2 oktober 1847. http://tidningar.kb.se/4112678/1847-10-02/edition/0/part/1/page/2. Läst 11 augusti 2018.
2. ↑  ”Theater”. Aftonbladet:  s. 2. 14 oktober 1847. http://tidningar.kb.se/4112678/1847-10-14/edition/0/part/1/page/2. Läst 11 augusti 2018.
3. ↑  ”Teaterannons”. Aftonbladet:  s. 1. 30 november 1868. http://tidningar.kb.se/4112678/1868-11-30/edition/0/part/1/page/1. Läst 1 september 2016.
4. ↑  ”Teaterannons”. Dagens Nyheter:  s. 3. 24 april 1871. http://arkivet.dn.se/arkivet/tidning/1871-04-24/1928/3. Läst 6 augusti 2015.
5. ↑  ”Teaterannons”. Dagens Nyheter:  s. 3. 6 november 1875. http://arkivet.dn.se/arkivet/tidning/1875-11-06/3306/3. Läst 31 juli 2015.
6. ↑  ”Teaterannons”. Dagens Nyheter:  s. 3. 13 januari 1876. http://arkivet.dn.se/arkivet/tidning/1876-01-13/3361/3. Läst 9 augusti 2015.
7. ↑  ”Teaterannons”. Dagens Nyheter:  s. 3. 16 februari 1876. http://arkivet.dn.se/arkivet/tidning/1876-02-16/3390/3. Läst 10 augusti 2015.
8. ↑  ”Teaterannons”. Dagens Nyheter:  s. 3. 29 september 1876. http://arkivet.dn.se/arkivet/tidning/1876-09-29/3578/3. Läst 15 augusti 2015.